# Coalition for Change Party
Die Coalition for Change (Party) (C4C) ist eine politische Partei im westafrikanischen Sierra Leone. Sie gewann kurz nach ihrer Gründung 2017 bei der Parlamentswahl 2018 acht Sitze. Parteivision ist die Formierung eines internationalen Bündnisses aus anderen Parteien, Gewerkschaften und Organisationen zum Wohle aller Menschen.
Der C4C-Gründungsmitglied Samuel Sam-Sumana nahm als Präsidentschaftskandidat an der Präsidentschaftswahl 2018 teil. Mit 3,5 Prozent der Stimmen wurde er viertstärkster Kandidat. Sam-Sumana war zwischen 2007 und 2015 Vizestaatspräsident Sierra Leones. Er war bis zur Gründung der C4C Mitglied des zu dem Zeitpunkt regierenden All People’s Congress (APC).
Sie wurde für die Parlamentswahl 2023 nicht zugelassen und stellt auch keinen eigenen Kandidaten für die Präsidentschaftswahl auf. Die C4C stand hinter dem Kandidaten der Sierra Leone People’s Party (SLPP).